# Napa
Napa je město ve Spojených státech amerických. Nachází se v okrese Napa County ve státě Kalifornie. Ve městě žije  obyvatel a jeho rozloha činí .
Sousedními obcemi sídla jsou Yountville a American Canyon.

## Doprava
Městem prochází silnice California State Route 221.

## Partnerská města
- Iwanuma, Japonsko
- Telavi, Gruzie
- Launceston, Austrálie
- Casablanca (Chile), Chile